# Andrena bicolorata
Andrena bicolorata är en biart som först beskrevs av Rossi 1790.  Andrena bicolorata ingår i släktet sandbin, och familjen grävbin. Inga underarter finns listade i Catalogue of Life.